# Kinoni
Kinoni (kin[in] + [ket]oni) su nezasićeni ciklički diketoni, snažno (intenzivno) obojene, fiziološki važne kemijske tvari prisutne u biljkama i nekim životinjama. Strukturno im je obilježje to što njihove dvije karbonilne skupine (–CO) s ostalim ugljikovim atomima tvore ciklički sustav povezanih (konjugiranih) dvostrukih veza. Temeljni je spoj skupine kinon (p-benzokinon), C6H4O2. Kinonima pripadaju i naftokinoni, antrakinoni, juglon, a od derivata (izvedenih spojeva) neki antibiotici, vitamin K i drugi. Sintetski derivati kinonâ upotrebljavaju se u proizvodnji bojila (napose derivati antrakinona) i sredstava protiv biljnih štetočina (osobito derivati benzokinona i naftokinona).

## Antrakinoni
Antrakinon (antra[cen] + kinon), kemijske formule C14H8O2, je najvažniji derivat antracena. Antrakinon je blijedožuta kristalna tvar netopljiva u vodi, slabo topljiva u alkoholu, eteru i acetonu. Dobiva se oksidacijom antracena s pomoću natrijeva dikromata i sintetski iz anhidrida ftalne kiseline i benzena. Služi za proizvodnju važnih antrakinonskih bojila, na primjer alizarina.

## Naftokinoni
Naftokinoni (nafta + kinon) su nezasićeni ciklički diketoni, C10H6O2) su kinoni koji se odvode od naftalena. Od tri moguća i poznata izomera najznačajniji je 1,4-naftokinon. Njegovi alkilni derivati ili izvedeni spojevi (filokinon, menakinon, menadion) čine vitamin K, a hidroksilni derivati (juglon, loson) ubrajaju se u prirodna bojila.